# Confide in Me
 Ikke at forveksle med Confide in Me (album).
"Confide in Me" er en sang af den australske sangerinde Kylie Minogue fra hendes femte studiealbum Kylie Minogue. Sangen blev skrevet af Steve Anderson, Dave Seaman og Owain Barton.

## Udgivelse
Sangen ble udgivet som albummets første single den 29. august 1994 og fik en god modtagelse fra musikkritikere. I Storbritannien nåede sangen andenpladsen på UK Singles Chart og blev certificeret sølv. I Australien nåede sangen førstepladsen på ARIA Charts og blev på hitlisterne i fem uger. Singlen var et beskedent natklub-hit i USA og nåede nummer 39 på Billboard Hot Dance Club Songs i 1994. "Confide in Me" vandt tre ARIA Awards for bedst sælgende australske single, bedste video og bedst sælgende australske dancespor i 1994.

## Musikvideo
Musikvideoen af "Confide in Me" var en farverig video filmet i Los Angeles i juli 1994. Videoen viser Minogue taler i telefon, og opfordrer folk til at ringe og betro sig til hende. Minogue anvender seks dragter i videoen, med hver ledsaget af en række forskellige frisurer og makeup.

## Formater og sanger
Britisk CD 1
1. "Confide in Me" (Master Mix) – 5:51
2. "Confide in Me" (The Truth Mix) – 6:46
3. "Confide in Me" (Big Brothers Mix) – 10:27

Britisk CD 2
1. "Confide in Me" (Master Mix) – 5:51
2. "Nothing Can Stop Us" – 4:04
3. "If You Don't Love Me" – 2:08

Kassette single
1. "Confide in Me" (Radio Edit) – 4:27
2. "Confide in Me" (The Truth Mix) – 6:46

Australsk CD
1. "Confide in Me" (Master Mix) – 5:51
2. "Nothing Can Stop Us" (7" Version) – 4:06
3. "If You Don't Love Me" – 2:08

## Hitlister
| Hitliste                             | Placering |
| ------------------------------------ | --------- |
| Australia (ARIA Charts)              | 1         |
| Finland (Suomen virallinen lista)    | 1         |
| Frankrig (SNEP)                      | 10        |
| Tyskland (Media Control Charts)      | 50        |
| Irland (Irish Singles Chart)         | 12        |
| Japan (Oricon)                       | 5         |
| Nederlandene                         | 38        |
| New Zealand (RIANZ)                  | 12        |
| Schweiz (Schweizer Hitparade)        | 20        |
| Sverige (Sverigetopplistan)          | 10        |
| Storbritannien (UK Singles Chart)    | 2         |
| USA (Billboard Hot Dance Club Songs) | 39        |